# Cuisia
Cuisia és un municipi francès situat al departament del Jura i a la regió de Borgonya - Franc Comtat. L'any 2007 tenia 400 habitants.

## Demografia

### Població
El 2007 la població de fet de Cuisia era de 400 persones. Hi havia 160 famílies de les quals 44 eren unipersonals (20 homes vivint sols i 24 dones vivint soles), 60 parelles sense fills, 52 parelles amb fills i 4 famílies monoparentals amb fills.
La població ha evolucionat segons el següent gràfic:
Habitants censats

### Habitatges
El 2007 hi havia 194 habitatges, 165 eren l'habitatge principal de la família, 19 eren segones residències i 10 estaven desocupats. 186 eren cases i 6 eren apartaments. Dels 165 habitatges principals, 141 estaven ocupats pels seus propietaris, 17 estaven llogats i ocupats pels llogaters i 7 estaven cedits a títol gratuït; 1 tenia una cambra, 7 en tenien dues, 22 en tenien tres, 48 en tenien quatre i 87 en tenien cinc o més. 137 habitatges disposaven pel capbaix d'una plaça de pàrquing. A 69 habitatges hi havia un automòbil i a 80 n'hi havia dos o més.

### Piràmide de població
La piràmide de població per edats i sexe el 2009 era:
| Homes | Edats   | Dones |
| ----- | ------- | ----- |
| 0     | 95 o +  | 0     |
| 4     | 90 a 94 | 0     |
| 8     | 85 a 89 | 4     |
| 0     | 80 a 84 | 8     |
| 16    | 75 a 79 | 4     |
| 4     | 70 a 74 | 4     |
| 12    | 65 a 69 | 16    |
| 12    | 60 a 64 | 12    |
| 32    | 55 a 59 | 20    |
| 12    | 50 a 54 | 8     |
| 12    | 45 a 49 | 12    |
| 16    | 40 a 44 | 8     |
| 8     | 35 a 39 | 8     |
| 20    | 30 a 34 | 16    |
| 8     | 25 a 29 | 4     |
| 20    | 20 a 24 | 8     |
| 12    | 15 a 19 | 20    |
| 12    | 10 a 14 | 4     |
| 8     | 5 a 9   | 0     |
| 12    | 0 a 4   | 8     |

## Economia
El 2007 la població en edat de treballar era de 247 persones, 180 eren actives i 67 eren inactives. De les 180 persones actives 172 estaven ocupades (100 homes i 72 dones) i 8 estaven aturades (3 homes i 5 dones). De les 67 persones inactives 26 estaven jubilades, 16 estaven estudiant i 25 estaven classificades com a «altres inactius».

### Ingressos
El 2009 a Cuisia hi havia 171 unitats fiscals que integraven 398 persones, la mediana anual d'ingressos fiscals per persona era de 18.083 €.

### Activitats econòmiques
Dels 11 establiments que hi havia el 2007, 1 era d'una empresa de fabricació d'altres productes industrials, 4 d'empreses de construcció, 2 d'empreses de comerç i reparació d'automòbils, 1 d'una empresa d'hostatgeria i restauració, 2 d'empreses immobiliàries i 1 d'una empresa classificada com a «altres activitats de serveis».
Dels 5 establiments de servei als particulars que hi havia el 2009, 1 era un taller de reparació d'automòbils i de material agrícola, 1 lampisteria, 2 electricistes i 1 agència immobiliària.
L'any 2000 a Cuisia hi havia 14 explotacions agrícoles que ocupaven un total de 600 hectàrees.

## Poblacions més properes
El següent diagrama mostra les poblacions més properes.